# Németország zászlaja
A német zászló mai formáját először 1919-ben használták hivatalosan, majd 1949-ben, a második világháború után vált ismét nemzeti lobogóvá. Németország zászlaja három azonos szélességű vízszintes sávból áll: fekete, vörös és arany csíkokból.

## Története
A mai zászló kialakulása hosszú évszázadok eredménye lett, és egészen Németország első egyesítéséig nyúlik vissza. A 19. században létrejött Német Konföderáció választotta először hivatalos nemzeti jelképének a fekete-vörös-arany kombinációt. Amikor 1848 folyamán a mai Németország területét szorosabb egységgé akarták forrasztani, a március 9-én összeült frankfurti parlament ezt a lobogót javasolta az egyesített német államok egységes zászlajának. A német egység gondolata Bécsben is hódított, 1848. március 30-án a Wiener Zeitung nevű félhivatalos bécsi lap Schwarz-rot-gold című vezércikkében szorgalmazta ennek a zászlónak a kitűzését a Stephansdom tetejére. (Bécsben mindenki magától értetődőnek tartotta, hogy a Habsburgok közül kerül majd ki a nagynémet birodalom uralkodója.) A gondolatot tett is követte, április másodikától egészen 1848. október 31-ig hatalmas, hosszú fekete-vörös-arany lobogó lengett a templom tornyán.
A fekete-vörös-sárga színek eredetéről alapvetően kétféle teória létezik. A legelterjedtebb verzió alapján a három szín a lützowi önkéntes csapatok egyenruháját idézi fel. A lützowi egységben túlnyomórészt egyetemisták harcoltak, méghozzá Poroszország védelmében a napóleoni háborúk idején. A hősiesen küzdő fiatalok fekete zubonyt viseltek, amelynek vörös hajtókája volt és arany gombjai. Egy másik nézet szerint a mai német zászló a Német-római Birodalom császári címerére utal. Az uralkodói jelvényben ugyanis egy fekete sas volt látható arany háttérrel. A vörös szín pedig arra utal, hogy később a sas csőrét és karmait vörösre festették. Megint mások szerint a vörös szín eredetileg nem volt a császári címer része, ezért az a szabadság jelképeként került rá a német zászlóra.
Akárhogyan is történt, a Frankfurtban összeült parlament döntését megvétózta a legnagyobb befolyással rendelkező Poroszország. Miután nem sikerült sem ebben, sem másban megegyezni, a német egység egyelőre váratott magára. A porosz hegemónia az északi német államnak mindennél többet jelentett, így 1867-ben Poroszország vezetésével megalakult az Észak-Német Konföderáció, amely június 25-én nemzeti lobogójának elfogadta a porosz zászló fekete-fehérjéből és a Hanza Szövetség vörös-fehérjéből összeállított új lobogót, amelynek három sávja fekete-fehér-vörös színekből állt. 

Németország első zászlaja

Az 1871-re kialakult egységes Németország végül hivatalosan ezt a zászlót adoptálta. A nemzeti lobogót az ország első világháborúban elszenvedett veresége után lecserélték, és 1919. augusztus 11-én hivatalosan a történelem folyamán először bevezették a fekete-vörös-arany színösszeállítású lobogót. A Weimari Köztársaság hivatalosan tehát a mai lobogó alatt született, de a köztársaság monarchista pártjainak sikerült elérniük, hogy 1926-ban az előző zászlót is engedélyezze az ország vezetése. Amikor 1933-ban a nácik vették át a hatalmat, már csak a fekete-fehér-vörös kombinációjú zászló volt érvényben. Hamarosan ezt is lecserélték a náci párt lobogójára, amely a régi lobogó színeit megtartotta. Az 1935. szeptember 15-én hivatalossá tett lobogó tiszta vörös volt, amelynek közepén egy fehér körben a horogkereszt kapott helyet. 

A náci Németország zászlaja, 1935–1945

A II. világháború a náci Németország vereségével ért véget, ezért a horogkeresztes zászlót száműzték az ország nemzeti jelképei közül. 1945-től a szövetségesek lobogóit használta Németország, majd legközelebb a kettészakított ország nyugati felében, 1949. május 9-én vált ismét hivatalos zászlóvá a fekete-vörös-arany trikolór. Kezdetben az NDK is ugyanezt a lobogót használta, de 1959. október 1-jén egy antiheraldikus kommunista címert adoptált a nemzeti zászlóra.

Kelet-Németország, az NDK zászlója

 A címer közepén egy kalapács látható, amely a munkásokat szimbolizálja, előtte egy körző, amely az értelmiségiek jelképe. Az arany színű jelképeket egy kör alakú búzakéve keretezi, amely az ország földműveseire utal. Ez a lobogó egészen 1990-ig maradt használatban, amikor a két Németország újraegyesült. Ettől kezdve Németország egyetlen hivatalos lobogója a fekete-vörös-arany színösszeállítású zászló maradt.